# Palo Alto, Michoacán de Ocampo
Palo Alto är en ort i Mexiko.   Den ligger i kommunen Apatzingán och delstaten Michoacán de Ocampo, i den södra delen av landet, 300 km väster om huvudstaden Mexico City. Palo Alto ligger 366 meter över havet och antalet invånare är 161.
Terrängen runt Palo Alto är varierad, och sluttar söderut. Runt Palo Alto är det ganska glesbefolkat, med 48 invånare per kvadratkilometer. Närmaste större samhälle är Apatzingán, 4,2 km väster om Palo Alto. I omgivningarna runt Palo Alto växer huvudsakligen savannskog.